# La Tentation de saint Antoine
La Tentation de saint Antoine je francouzský němý film z roku 1898. Režisérem je Georges Méliès (1861–1938). Film trvá zhruba jednu minutu. Ve Spojenách státech vyšel pod názvem The Temptation of St. Anthony.
Jedná se o první Mélièsův film s náboženským kontextem. Méliès, který ve filmu ztvárnil sv. Antonína Velikého, byl pravděpodobně ovlivněn Dreyfusovou aférou, ve které se postavil za Dreyfusovu nevinu, přičemž církev se stavěla na opačném názoru. Film byl označen za satirický až kacířský a jeho promítání nebylo všude povoleno.

## Děj
Svatý Antonín Veliký se v jeskyni tiše modlí, když vtom ho začnou vyrušovat nezbedné víly. Víly postupně mizí, ale když Antonín ze zoufalosti před jejich pronásledováním políbí lebku, vrátí se a začnou kolem něj tancovat. Pak znovu zmizí a Antonín se obrátí ke krucifixu. Krátce nato zaujme místo Ježíše na krucifixu jedna ze svůdnic, ale do jeskyně se dostaví ženský anděl, který vyslyšel jeho volání a zlou vílu odežene.